# سكوت ميتشيل (لاعب كرة قدم كندية)
سكوت ميتشيل هو لاعب كرة قدم كندية كندي، ولد في 10 سبتمبر 1989 في أوتاوا في كندا.